# Team HTC-Columbia/2010
Deze pagina geeft een overzicht van de wielerploeg HTC-Columbia in 2010.

## Algemene gegevens
Sponsor: Columbia Sportswear Company
Algemeen manager: Bob Stapleton
Ploegleiders: Rolf Aldag, Tristan Hoffman, Brian Holm, Allan Peiper, Valerio Piva
Fietsmerk: Scott USA
Materiaal en banden: Shimano, Schwalbe

## Renners
| Naam                | Geboortedatum | Nationaliteit       | Ploeg 2009                |
| ------------------- | ------------- | ------------------- | ------------------------- |
| Michael Albasini    | 20-12-1980    | Zwitserland         |                           |
| Lars Ytting Bak     | 16-01-1980    | Denemarken          | Team Saxo Bank            |
| Mark Cavendish      | 21-05-1985    | Verenigd Koninkrijk |                           |
| Gert Dockx          | 04-07-1988    | België              | stagiair                  |
| Bernhard Eisel      | 17-02-1981    | Oostenrijk          |                           |
| Tejay van Garderen  | 12-08-1988    | Verenigde Staten    | Rabobank Continental Team |
| Jan Ghyselinck      | 24-02-1988    | België              | Beveren 2000              |
| Matthew Goss        | 05-11-1986    | Australië           | Team Saxo Bank            |
| Bert Grabsch        | 19-06-1975    | Duitsland           |                           |
| André Greipel       | 16-07-1982    | Duitsland           |                           |
| Patrick Gretsch     | 07-04-1987    | Duitsland           | Thüringer Energie Team    |
| Rasmus Guldhammer   | 09-03-1989    | Denemarken          | Team Capinordic           |
| Adam Hansen         | 11-05-1981    | Australië           |                           |
| Leigh Howard        | 18-10-1989    | Australië           | Team AIS                  |
| Craig Lewis         | 01-10-1985    | Verenigde Staten    |                           |
| Tony Martin         | 23-04-1985    | Duitsland           |                           |
| Maxime Monfort      | 14-01-1983    | België              |                           |
| Marco Pinotti       | 25-02-1976    | Italië              |                           |
| František Raboň     | 26-09-1983    | Tsjechië            |                           |
| Mark Renshaw        | 22-10-1982    | Australië           |                           |
| Vicente Reynés      | 30-07-1981    | Spanje              |                           |
| Michael Rogers      | 20-12-1979    | Australië           |                           |
| Hayden Roulston     | 10-01-1981    | Nieuw-Zeeland       | Cervélo                   |
| Aleksejs Saramotins | 08-04-1982    | Letland             | Team Designa Køkken       |
| Marcel Sieberg      | 30-04-1982    | Duitsland           |                           |
| Kanstantsin Siwtsow | 09-08-1982    | Wit-Rusland         |                           |
| Martin Velits       | 21-02-1985    | Slowakije           | Team Milram               |
| Peter Velits        | 21-02-1985    | Slowakije           | Team Milram               |

## Belangrijke overwinningen
| Tour Down Under 1e etappe: André Greipel 2e etappe: André Greipel 4e etappe: André Greipel Eindklassement: André Greipel Trofeo Magaluf-Palmanova Winnaar: André Greipel Ronde van Oman 4e etappe: Leigh Howard Ronde van Algarve 2e etappe: André Greipel Ronde van Andalusië Eindklassement: Michael Rogers Ronde van Murcia 4e etappe: František Raboň Eindklassement: František Raboň Ronde van Catalonië 2e etappe: Mark Cavendish Gent-Wevelgem Winnaar: Bernard Eisel Ronde van Turkije 1e etappe (IT): André Greipel 2e etappe: André Greipel 5e etappe: André Greipel 6e etappe: André Greipel 8e etappe: André Greipel Ronde van Romandië Proloog: Marco Pinotti 2e etappe: Mark Cavendish Ronde van Californië 1e etappe: Mark Cavendish 7e etappe: Tony Martin Eindklassement: Michael Rogers | Ronde van Italië 9e etappe: Matthew Goss 18e etappe: André Greipel Ronde van Beieren 4e etappe: Maxime Monfort Eindklassement: Maxime Monfort Ster Elektrotoer 3e etappe: Adam Hansen Eindklassement: Adam Hansen Ronde van Zwitserland 9e etappe: Tony Martin Philadelphia International Championship Winnaar: Matthew Goss Nationale kampioenschappen wielrennen Tsjechië - tijdrit: Frantisek Rabon Slowakije - tijdrit: Martin Velits Duitsland - tijdrit: Tony Martin Italië - tijdrit: Marco Pinotti Letland - weg: Aleksejs Saramotins Ronde van Oostenrijk 1e etappe: André Greipel 5e etappe: André Greipel Ronde van Polen 2e etappe: André Greipel 7e etappe: André Greipel Ronde van Frankrijk 5e etappe: Mark Cavendish 6e etappe: Mark Cavendish 11e etappe: Mark Cavendish 18e etappe: Mark Cavendish 20e etappe: Mark Cavendish | Ronde van Denemarken 1e etappe: Matthew Goss 4e etappe: Mark Renshaw 6e etappe: Hayden Roulston Eneco Tour 2e etappe: André Greipel 6e etappe: André Greipel 7e etappe (IT): Tony Martin Eindklassement: Tony Martin Jongerenklassement: Tony Martin GP Ouest France-Plouay Matthew Goss Ronde van Spanje 1e etappe: Ploegentijdrit 12e etappe: Mark Cavendish 13e etappe: Mark Cavendish 17e etappe (IT): Peter Velits 18e etappe: Mark Cavendish Puntenklassement: Mark Cavendish Omloop Mandel-Leie-Schelde Winnaar: Jan Ghyselinck Ronde van Groot-Brittannië 1e etappe: André Greipel 3e etappe: Michael Albasini 6e etappe: André Greipel 8e etappe: André Greipel Eindklassement Michael Albasini Kampioenschap van Vlaanderen Winnaar: Leigh Howard GP d'Isbergues Winnaar: Aleksejs Saramotins |

1989 · 1990 · 1991 · 1992 · 1993 · 1994 · 1995 · 1996 · 1997 · 1998 · 1999 · 2000 · 2001 · 2002 · 2003 · 2004 · 2005 · 2006 · 2007 · 2008 · 2009 · 2010 · 2011
AG2R-La Mondiale · Astana · Caisse d'Epargne · Euskaltel-Euskadi · Footon-Servetto-Fuji · Française des Jeux · Team Garmin-Transitions · Team HTC-Columbia · Katjoesja · Lampre-Farnese Vini · Liquigas-Doimo · Team Milram · Omega Pharma-Lotto · Quick·Step · Rabobank · Team RadioShack · Team Saxo Bank · Team Sky